# هارماتکا
هارماتکا (به لاتین: Harmațca) یک منطقهٔ مسکونی در مولداوی است که در واحدهای اداری-سرزمینی کرانه چپ دنیستر واقع شده‌است. هارماتکا ۶۶٬۱ کیلومتر مربع مساحت و ۴٬۰۰۰ نفر جمعیت دارد و ۴۹ متر بالاتر از سطح دریا واقع شده‌است.